# マイク・アダムス (投手)
ジョン・マイケル・アダムス（Jon Michael Adams , 1978年7月29日 - ）は、アメリカ合衆国テキサス州コーパスクリスティ出身の元プロ野球選手（投手）。右投右打。

## 経歴

### アマチュア、マイナー時代
テキサス州コーパスクリスティで生まれ、近郊の同州シントンで育つ。子供のころはテキサス・レンジャーズのファンだった。憧れの野球選手はノーラン・ライアンであり、後にポジションも彼と同じ投手になる。地元のシントン高校では野球とバスケットボールをプレイしていたが、本人はバスケのほうが気に入っており、当時は野球をやめることも考えていたという。だが高校を卒業してテキサスA&M大学キングスビル校へ入学した直後、バスケの試合でリバウンドを取った際に他選手の足を踏んで骨折し、それ以降は野球に専念することになった。
同校はNCAAでは強豪校が集まるディビジョンIに所属していないため注目度は低かったものの、アダムスが2年目の2000年に奪三振数の同校記録を更新する好投を見せると「MLBドラフトでは10巡目から15巡目あたりで指名があるんじゃないか」との声が上がり始める。結局この年のドラフトではどの球団からも指名されなかったが、ドラフト後にはトロント・ブルージェイズとミルウォーキー・ブルワーズのスカウトがアダムスのテストを行うなど、翌年以降を見据えたプロ球団の調査は継続していた。続く2001年もアダムスは98.2イニングで115個の三振を奪い、2年連続の記録更新を達成する。
前年のドラフトで指名を受けなかったため、規定によりどの球団とも自由に交渉できるようになっていたアダムスは、ブルワーズと契約してドラフトを経ずにプロ入り。大学時代は先発投手を務めていたのに対し、プロ入り後はマイナーリーグで主にリリーフとして育成される。2001年はルーキー級オグデンで23試合に、2002年はA級ベロイトからAA級ハンツビルまで計3クラスで34試合に、それぞれ救援登板。2年間で23セーブを挙げ、奪三振率はいずれの年も11を超える高い数値を残した。2003年もAA級ハンツビルで1年を過ごし、2004年にはAAA級インディアナポリスへ昇格する。

### ブルワーズ時代
同年5月17日にアダムスはメジャーへ昇格、プエルトリコ自治連邦区へ遠征して行われた翌18日のエクスポズ戦でメジャー初登板を果たす。7回裏に2番手としてマウンドに上がり「初球はそんなに悪くなかったのに、2球目で膝が震えだした」と言いつつも、ターメル・スレッジから三振を奪うなど1イニングを三者凡退に仕留めた。さらにその2日後の同カードでは、同点で迎えた8回裏に登板して無失点に抑えると直後に味方打線が決勝点を挙げたため、アダムスにメジャー初勝利が記録された。そのままメジャーに定着したアダムスは、デビュー戦から9試合13イニングにわたって無失点を続けるなど、前半戦終了時点で5ホールド・防御率1.85の好成績。後半戦は3敗を喫するなど調子を落としたが、シーズンを通して46試合53イニングを投げ、防御率3.40はチーム救援陣では抑えのダン・コルブに次いで2番目にいい数字だった。
この年を67勝94敗のナショナルリーグ中地区最下位で終えたブルワーズは、シーズン終了後にコルブやルイス・ビスカイーノらをトレードで放出し、アダムスを中心とした新たな救援陣を構築した。2005年、アダムスは4月8日の開幕3戦目でシーズン初登板、メジャー初セーブを挙げる。しかし同月18日のカージナルス戦で同点の場面から決勝ソロ本塁打を浴び敗戦投手となると、その2日後のドジャース戦でも1点のリードを守りきることができずセーブ失敗。これにより同月下旬からはデリック・ターンボウが抑えを務めることになる。アダムスは5月27日にAAA級ナッシュビルへ降格。ベン・シーツの故障者リストからの復帰に伴い25人ロースターに空きを作るのが主目的ではあったが、一方で首脳陣はアダムスに対し制球難の改善を求めた。ナッシュビルでは26試合36イニングを投げ防御率5.75と乱調で、メジャーへ再昇格することのないまま2005年のシーズンを終えた。
2006年もシーズン開幕はAAA級で迎え、4月18日に一度はメジャーへ昇格するも、2試合で3失点と結果を残すことができずに再降格となる。同月20日のレッズ戦で1点ビハインドの6回表二死満塁から登板したが、先頭打者に押し出し四球を与えたあと続くブランドン・フィリップスに満塁本塁打を打たれ、これが結果的にブルワーズでの最後の登板となった。

### パドレス時代

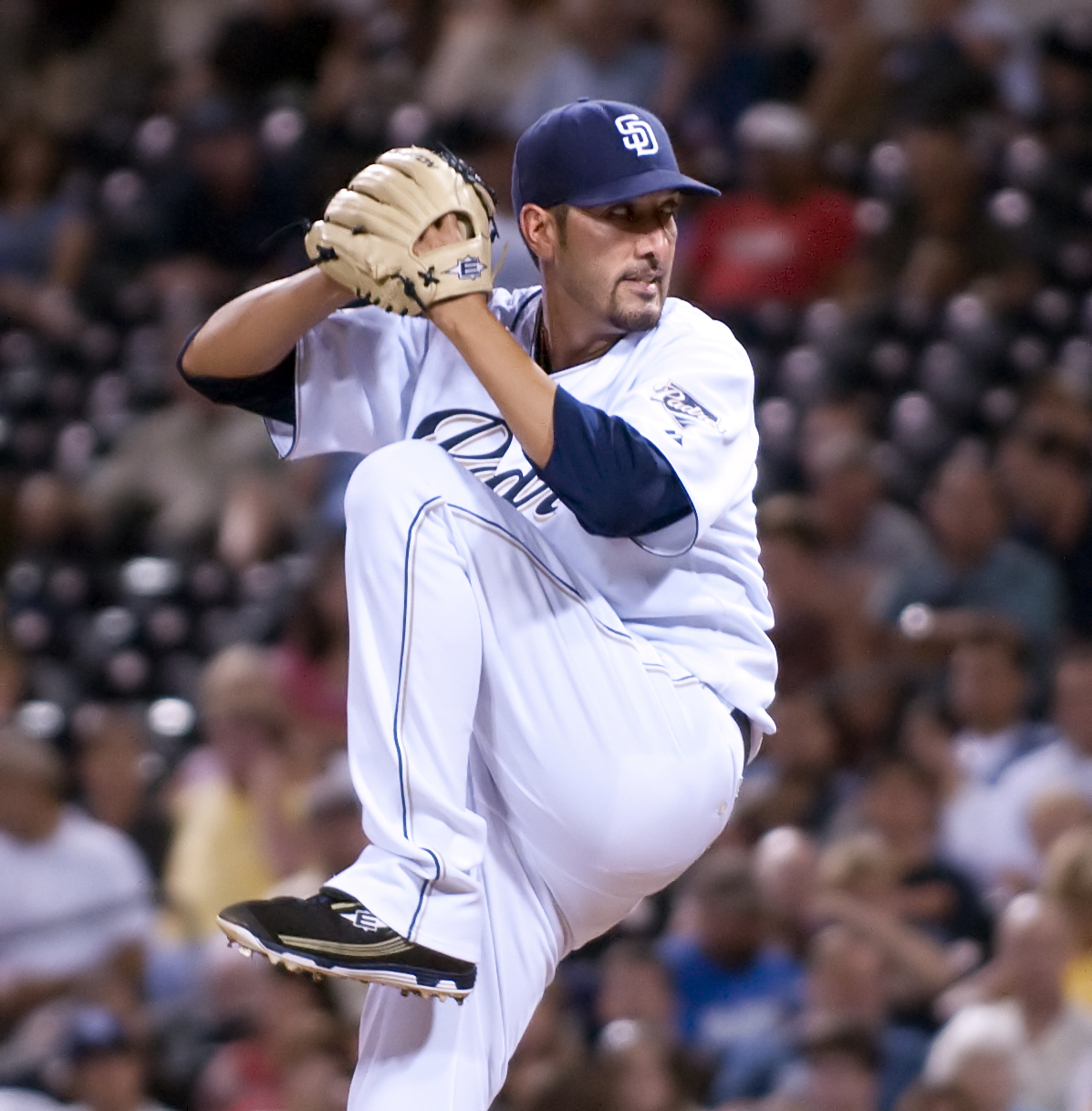
サンディエゴ・パドレス時代
(2009年8月3日)

再降格後、アダムスはブルワーズからトレードで放出されたのを皮切りに、1年間で3回の移籍を経験する。まず5月26日、ジェレミー・ゴンザレスとのトレードでブルワーズからニューヨーク・メッツへ。続いて7月4日にメッツを戦力外（DFA）となってウェイバー公示を経て、同月7日にクリーブランド・インディアンスへ移籍する。さらに同月18日にはブライアン・シコースキーとのトレードでサンディエゴ・パドレスへ移籍することに。ただ、いずれの球団でもメジャーへ昇格することはなかった。AAA級4球団での成績は、48試合591⁄3イニングで1勝3敗2セーブ・防御率3.94だった。この年の9月から翌2007年にかけて両膝を計3回手術し、これにより2007年のシーズンはメジャーでもマイナーでも登板なしとなる。
2008年、アダムスはAAA級ポートランドで実戦復帰。5月22日にジャスティン・ジャマーノと入れ替わる形でメジャーへ昇格し、同日のレッズ戦で2年ぶりにメジャーのマウンドに立つ。この日は前回対戦で満塁本塁打を打たれたフィリップスから空振り三振を奪うなど、2回無失点で試合を締めた。そこからしばらくは主にリードされている場面での登板を担当し、前半戦21試合29.2イニングで防御率2.43と好投を続ける。これを受け後半戦はリードしている場面で登板する機会が増加。監督のバド・ブラックは彼の成長を認め、7回アダムス→8回ヒース・ベル→9回トレバー・ホフマンという勝ちパターンの継投策を確立した。最終的なこの年の成績は、防御率が50イニング以上の救援投手中リーグ9位となる2.48、奪三振数が同12位の74個、WHIPが同7位の1.04だった。
膝の故障からの復帰1年目でメジャーとマイナー合わせて66試合80イニングを投げたアダムスは、右肩関節唇に軽度の損傷を負い、シーズン終了直後の10月17日に手術を受ける。これにより翌2009年はシーズン開幕から2か月にわたり故障者リスト入りを強いられた。それでも6月9日にシーズン初登板して以降は抜群の成績を残し、37試合で防御率0.73・WHIP 0.60。ホフマンがFA移籍したためベルが新たな抑え投手となったチームで、アダムスはルーク・グレガーソンとともにセットアップとして中継ぎ陣を支えた。この年75勝87敗でナショナルリーグ西地区4位だったパドレスは、オフにジェド・ホイヤーがGMに就任。新GMは、チーム再建のための放出が確実視されていた主砲エイドリアン・ゴンザレスやベルを残留させ、年俸調停権を得たアダムスとも1年100万ドルで契約を延長した。
2010年、アダムスは5年ぶりに故障者リスト入りもマイナー落ちもせずシーズン開幕を迎える。この年のパドレスは、開幕前の予想では下位低迷必至とみられていたが、それを覆し4月20日以降は地区首位に立つ躍進を見せた。この原動力となったのが優れた投手力で、特に救援陣はアルバート・プホルスが「これまで対戦してきた中でも最高レベル」と賞賛するほどであった。その救援陣においてアダムスはベルの前の8回を担当し、前半戦だけで22ホールドを挙げる。またシーズン中盤には胸に "BELIEVE" と書かれたTシャツをチームメイト全員に配り、予想外の優勝争いを演じるチームを鼓舞した。ただチームは終盤の9月に失速し、ジャイアンツに首位の座を明け渡す。シーズン最後の3連戦では3.0ゲーム差の首位ジャイアンツと直接対決し、1戦目と2戦目はともにグレガーソン→アダムス→ベルの継投で勝ったものの、最終戦に敗れて地区優勝とポストシーズン進出を逃した。個人成績の面では、アダムスは自己最多の70登板で防御率を1.76に抑え、37ホールドはグレガーソンに次いでリーグ2位だった。
シーズン終了後のパドレスは、翌年のポストシーズン進出よりも数年後を見据えてのチーム再建を選択し、主砲ゴンザレスを若手有望株ら4選手とのトレードで放出した。抑えのベルもまた前年に続きトレードが噂されており、彼自身もアダムスに「来季はお前がクローザーだ」と話していたという。結局ベルは残留することになり、アダムスは2011年もベルに繋ぐセットアップを任されることになった。1月に1年253万5000ドルで契約したこの年、アダムスは前半戦は41試合で18ホールド・防御率1.32と好成績を収めていたが、チームは前年とは対照的に40勝52敗と下位に沈む。この状況から、7月31日のトレード期限を前に、ベルだけでなくアダムスにもトレードの可能性が浮上した。

### レンジャーズ時代
トレード期限当日の7月31日、アダムスは若手投手2人とのトレードでテキサス・レンジャーズへ移籍することに。この日のアダムスは朝に起床したとき、ベルのトレードが決まっているだろうと思い「今日から俺がクローザーか」と考えていた。だが実際にはベルのトレードは成立せず、アダムスはパドレスのクローザーではなくレンジャーズのセットアップを務めることになった。この時点でレンジャーズはアメリカンリーグ西地区首位に立っていたが、救援陣がリーグ最悪の19敗を喫する不安定な出来だったため、30日にはオリオールズから上原浩治を、翌日にはパドレスからアダムスを獲得して補強した。移籍後初登板となった8月2日のタイガース戦では、同点の8回裏にブレナン・ボッシュに決勝ソロ本塁打を許し、敗戦投手となった。オフの10月29日にFAとなった。

### フィリーズ時代
2012年12月20日にフィラデルフィア・フィリーズと1200万ドルの2年契約（2015年・650万ドルの球団オプション付き）を結んだ。
2013年は開幕ロースター入りしたが、5月20日に腰の故障で15日間の故障者リスト入りした。5月26日に復帰したが、6月22日に右上腕二頭筋の故障で15日間の故障者リスト入りした。7月9日に60日間の故障者リストへ異動し、残りのシーズンを全休した。この年は28試合に登板し、1勝4敗、防御率3.96だった。オフの11月1日に故障者リストから外れた。
2014年3月27日に右肩の故障で15日間の故障者リスト入りした。4月3日にリハビリのため、A+級クリアウォーター・スレッシャーズへ異動した。4月15日に復帰したが、6月8日に右回旋筋腱板の故障で15日間の故障者リスト入りし、7月2日に60日間の故障者リストへ異動。9月2日に復帰した。この年は22試合の登板にとどまり、2勝1敗、防御率2.89だった。オフの10月30日にフィリーズが来季650万ドルの球団オプションを破棄したため、FAとなった。

### ドジャース傘下時代
2015年3月1日にロサンゼルス・ドジャースとマイナー契約を結ぶ。31日にドジャースの開幕ロースターに入らないことを知らされたが、10万ドルの契約保持ボーナスが支払われることに合意した。しかし数日後に、AAAに降格しないことを報告し代わりにチームから去った。

## 詳細情報

### 年度別投手成績
| 年 度     | 球 団     | 登 板 | 先 発 | 完 投 | 完 封 | 無 四 球 | 勝 利 | 敗 戦 | セ 丨 ブ | ホ 丨 ル ド | 勝 率 | 打 者 | 投 球 回 | 被 安 打 | 被 本 塁 打 | 与 四 球 | 敬 遠 | 与 死 球 | 奪 三 振 | 暴 投 | ボ 丨 ク | 失 点 | 自 責 点 | 防 御 率 | W H I P |
| --------- | --------- | ----- | ----- | ----- | ----- | -------- | ----- | ----- | -------- | ----------- | ----- | ----- | -------- | -------- | ----------- | -------- | ----- | -------- | -------- | ----- | -------- | ----- | -------- | -------- | ------- |
| 2004      | MIL       | 46    | 0     | 0     | 0     | 0        | 2     | 3     | 0        | 12          | .400  | 225   | 53.0     | 50       | 5           | 14       | 2     | 2        | 39       | 2     | 0        | 21    | 20       | 3.40     | 1.21    |
| 2005      | MIL       | 13    | 0     | 0     | 0     | 0        | 0     | 1     | 1        | 2           | .000  | 61    | 13.1     | 12       | 2           | 10       | 1     | 0        | 14       | 1     | 0        | 4     | 4        | 2.70     | 1.65    |
| 2006      | MIL       | 2     | 0     | 0     | 0     | 0        | 0     | 0     | 0        | 0           | ---   | 13    | 2.1      | 4        | 1           | 2        | 0     | 0        | 1        | 0     | 0        | 3     | 3        | 11.57    | 2.57    |
| 2008      | SD        | 54    | 0     | 0     | 0     | 0        | 2     | 3     | 0        | 10          | .400  | 259   | 65.1     | 49       | 7           | 19       | 2     | 0        | 74       | 0     | 0        | 18    | 18       | 2.48     | 1.04    |
| 2009      | SD        | 37    | 0     | 0     | 0     | 0        | 0     | 0     | 0        | 15          | ---   | 136   | 37.0     | 14       | 1           | 8        | 1     | 0        | 45       | 1     | 0        | 9     | 3        | 0.73     | 0.59    |
| 2010      | SD        | 70    | 0     | 0     | 0     | 0        | 4     | 1     | 0        | 37          | .800  | 268   | 66.2     | 48       | 2           | 23       | 2     | 0        | 73       | 0     | 0        | 14    | 13       | 1.76     | 1.07    |
| 2011      | SD        | 48    | 0     | 0     | 0     | 0        | 3     | 1     | 1        | 23          | .750  | 179   | 48.0     | 26       | 2           | 9        | 1     | 0        | 49       | 0     | 0        | 7     | 6        | 1.13     | 0.73    |
| 2011      | TEX       | 27    | 0     | 0     | 0     | 0        | 2     | 3     | 1        | 9           | .400  | 98    | 25.2     | 18       | 3           | 5        | 1     | 0        | 25       | 0     | 0        | 6     | 6        | 2.10     | 0.90    |
| '11計     | TEX       | 75    | 0     | 0     | 0     | 0        | 5     | 4     | 2        | 32          | .556  | 277   | 73.2     | 44       | 5           | 14       | 2     | 0        | 74       | 0     | 0        | 13    | 12       | 1.47     | 0.79    |
| 2012      | TEX       | 61    | 0     | 0     | 0     | 0        | 5     | 3     | 1        | 27          | .625  | 228   | 52.1     | 56       | 4           | 17       | 1     | 3        | 45       | 2     | 0        | 21    | 19       | 3.27     | 1.40    |
| 2013      | PHI       | 28    | 0     | 0     | 0     | 0        | 1     | 4     | 0        | 8           | .200  | 107   | 25.0     | 23       | 5           | 11       | 0     | 1        | 23       | 1     | 0        | 11    | 11       | 3.96     | 1.36    |
| 2014      | PHI       | 22    | 0     | 0     | 0     | 0        | 2     | 1     | 0        | 6           | .667  | 79    | 18.2     | 16       | 1           | 8        | 1     | 0        | 21       | 0     | 0        | 8     | 6        | 2.89     | 1.29    |
| MLB：10年 | MLB：10年 | 408   | 0     | 0     | 0     | 0        | 21    | 20    | 4        | 149         | .512  | 1653  | 407.1    | 316      | 33          | 126      | 12    | 6        | 409      | 7     | 0        | 122   | 109      | 2.41     | 1.09    |

### 年度別守備成績
| 年 度 | 球 団 | 投手（P） | 投手（P） | 投手（P） | 投手（P） | 投手（P） | 投手（P） |
| 年 度 | 球 団 | 試 合     | 刺 殺     | 補 殺     | 失 策     | 併 殺     | 守 備 率  |
| ----- | ----- | --------- | --------- | --------- | --------- | --------- | --------- |
| 2004  | MIN   | 46        | 0         | 5         | 0         | 0         | 1.000     |
| 2005  | MIN   | 13        | 1         | 0         | 0         | 0         | 1.000     |
| 2006  | MIN   | 2         | 0         | 0         | 0         | 0         | ----      |
| 2008  | SD    | 54        | 9         | 5         | 0         | 1         | 1.000     |
| 2009  | SD    | 37        | 4         | 2         | 0         | 0         | 1.000     |
| 2010  | SD    | 70        | 4         | 6         | 0         | 0         | 1.000     |
| 2011  | SD    | 48        | 1         | 3         | 0         | 0         | 1.000     |
| 2011  | TEX   | 27        | 3         | 2         | 0         | 0         | 1.000     |
| '11計 | TEX   | 75        | 4         | 5         | 0         | 0         | 1.000     |
| 2012  | TEX   | 61        | 5         | 12        | 0         | 2         | 1.000     |
| 2013  | PHI   | 28        | 5         | 3         | 1         | 0         | .889      |
| 2014  | PHI   | 22        | 0         | 5         | 0         | 1         | 1.000     |
| MLB   | MLB   | 408       | 32        | 43        | 1         | 4         | .987      |

### 背番号
- 46(2004年 - 2006年)
- 37(2008年 - 2014年)